# PGC 1
LEDA/PGC 1 ist eine elliptische Radiogalaxie vom Hubble-Typ E, die sich rund 1,1 Milliarden Lichtjahre entfernt im Sternbild Fische am Nordsternhimmel befindet.
Die Galaxie liegt bei einer Rektaszension von 23h 59m 58,57s und einer Deklination von +00° 42′ 07,0″ (Epoche J2000.0).

## Erscheinungsbild
Mit einem scheinbaren Durchmesser von 0,7 ± 0,08 Bogenminuten ist PGC 1 rund 38- bis 48-mal kleiner als der ungefähre scheinbare Monddurchmesser von der Erde aus (≈ 30′). Aufgrund dieser Tatsache sowie einer ermittelten scheinbaren Helligkeit von 16,10 ± 0,12 Magnituden (445.000-mal dunkler als die bei dunklem Himmel sichtbare Andromedagalaxie) ist PGC 1 für das bloße menschliche Auge vollständig unsichtbar.

## Physikalische Eigenschaften
Sie besitzt eine Rotverschiebung von z = 0,084 und liegt somit in einer ungefähren Entfernung von 334 Megaparsec (ca. 1,1 Milliarden Lichtjahre). Vom Sonnensystem aus entfernt sich PGC 1 mit einer errechneten Radialgeschwindigkeit von 24.485 Kilometern pro Sekunde.

### Galaxiengruppe
PGC 1 ist ein Teil der Galaxiengruppe [BFW2006]MR20_19902, deren Mitglieder unter gegenseitigem gravitativem Einfluss stehen und sich mit gleicher Radialgeschwindigkeit bewegen.

### Radio-Jet
Innerhalb der Galaxie wurde ein Radiostrahlung emittierender Jet registriert.